# Open Air Pop-Festival Aachen
Das Open Air Pop-Festival Aachen war eines der ersten großen kontinentalen Open-Air-Rock-Konzerte und fand vom 10. bis 12. Juli 1970 in der Aachener Soers auf dem Gelände des Reitstadions des Aachen-Laurensberger Rennvereins (ALRV) statt. Es kamen an den drei Veranstaltungstagen etwa 30.000–40.000 Besucher, um vorwiegend britische, aber auch deutsche, niederländische, irische und schweizerische Rock-Gruppen zu hören.

## Vorbereitung und Planung
Veranstalter waren drei junge Männer aus dem Aachener Raum, die über keinerlei Erfahrung im Hinblick auf die Organisation einer solchen Veranstaltung verfügten; lediglich einer von ihnen hatte Beziehungen zur britischen Musikszene. Organisator war Konrad Mallison, der damals die Pop & Blues Festivals in Essen veranstaltete. Erste optimistische Planungen gingen von etwa 150.000 Zuschauern aus. Beworben wurde das Festival, das ursprünglich Europop heißen sollte, mit prominenten Namen, etwa John Lennon und den Rolling Stones, mit denen es aber offensichtlich keine ernsthaften Verhandlungen gegeben hat.
Das Festival sollte außerdem weitere Attraktionen bieten, etwa in Form eines Volksfests. Dazu sollte es Veranstaltungen und Fahrgeschäfte wie Schaumschlachten, Autoscooter, einen Lichtdom, den Zusammenbau der Olympiakugel und Ähnliches geben. Dies wurde nicht realisiert, weil es u. a Unklarheiten im Hinblick auf die Erhebung der Vergnügungssteuer gab.
Ort der Veranstaltung sollte ursprünglich der Aachener Tivoli sein, dazu kam es jedoch nicht. Nachdem die Stadt Aachen eine grundsätzlich positive Haltung gegenüber dem Festival eingenommen hatte, erklärte sich der ALRV bereit, das Reitstadion zur Verfügung zu stellen. Zum rechtsgültigen Vertrag zwischen Veranstaltern und ALRV kam es erst am 20. Juni 1970, also 20 Tage vor Beginn der Veranstaltung. Der Vertrag sicherte dem ALRV eine Mieteinnahme von 30.000 DM; zudem musste eine Bürgschaft über 100.000 DM beigebracht werden und eine Haftpflichtversicherung für Schäden bis zu 1.000.000 DM abgeschlossen werden. Darüber hinaus verpflichteten sich die Veranstalter, den Innenraum des Stadions von Besuchern freizuhalten, was sich im Nachhinein als illusorisch erwies.

## Kommerzielle Aspekte
Die Eintrittskarte für drei Tage kostete 40 DM, der Tageseintritt betrug 15 DM. Schon Wochen vor der Veranstaltung tauchten gefälschte Eintrittskarten auf. Daraufhin konnten Privatdetektive eine Fälschergruppe mit 10.000 Eintrittskarten dingfest machen, weitere 6.000 falsche Eintrittskarten waren bereits in Umlauf gebracht worden. Der Kopf der Fälschergruppe soll laut Aachener Volkszeitung ein ehemaliges Mitglied des Sozialistischen Deutschen Studentenbunds gewesen sein.
Die Veranstaltung war in kommerzieller Hinsicht kein Erfolg: Das lag zum einen an den in Umlauf gekommenen falschen Eintrittskarten, aber auch daran, dass sich im Verlauf der drei Tage Besucher ohne Eintrittskarte über niedergerissene Zäune Zutritt verschafften. Zudem waren die prognostizierten Besucherzahlen von vornherein offensichtlich zu optimistisch gewesen.

## Logistik und Sicherheit
Die Verwaltung der Stadt Aachen war mit 90 Personen an der Durchführung beteiligt, weitere 420 Personen waren an diversen Stellen als Helfer eingebunden. Die Polizei, die mit etwa 45 Beamten vertreten war, leistete 14.800 Dienststunden, hielt sich aber eher im Hintergrund. Zwei Züge der Bereitschaftspolizei standen auf dem nahegelegenen TÜV-Gelände auf Abruf, darüber hinaus zwei Wasserwerfer.
Das Technische Hilfswerk betrachtete die ganze Veranstaltung als Übung und stellte Beleuchtung und Waschanlagen zur Verfügung. Darüber hinaus stellte die Stadt Aachen  drei Luftschutzbunker aus dem Zweiten Weltkrieg als Unterkunft zur Verfügung.
Es gab 28 Festnahmen, meist waren es Drogenhändler.

## Ablauf
Freitag, 10. Juli:
- Traffic (angekündigt, aber nicht erschienen)
- Deep Purple
- Free
- If
- Quintessence
- Livin’ Blues
- Principal Edwards Magic Theatre
- Cuby + Blizzards (angekündigt, aber nicht erschienen)
- Golden Earring
- Spencer Davis & Alun Davies

Samstag, 11. Juli:
- The Edgar Broughton Band
- Taste (mussten unter Protest der Zuschauer den Auftritt wegen Zeitüberschreitung abbrechen)
- Keef Hartley Band
- Caravan
- Can
- Kevin Ayers und The Whole World
- Mungo Jerry
- Kraftwerk

Sonntag, 12. Juli:
- Pink Floyd
- Fairport Convention (angekündigt, aber nicht erschienen)
- Van der Graaf Generator (aus dem Programm genommen, weil es zu spät geworden war)
- Hardin & York
- Amon Düül II
- Tyrannosaurus Rex
- Krokodil
- Raw Material
- Champion Jack Dupree